# 盧金鎮區 (伊利諾伊州勞倫斯縣)
盧金鎮區（英語：Lukin Township）是位於美國伊利諾伊州勞倫斯縣的一個行政鎮區。

## 地方資料
根據2010年美國人口普查的數據，盧金鎮區的面積為128.20平方千米，當中陸地面積為128.20平方千米，而水域面積為0.00平方千米。當地共有人口408人，而人口密度為每平方千米3.18人。